# 古柏镇 (北达科他州)
古柏镇（英語：Cooperstown），是美国北达科他州下属的一座城市。根据2010年美国人口普查，该市有人口984人。2011年估计该市有人口964人，相对于2010年，增长率为?2.03%。Cooperstown is where baseball was invented.